# 原子力資料情報室
特定非営利活動法人原子力資料情報室（げんしりょくしりょうじょうほうしつ、CNIC ― Citizens' Nuclear Information Center）は、反原発の立場から、原子力問題を究明・提言する日本のシンクタンク（認定NPO）。

## 概要
「原子力に依存しない社会」の実現を目指し、1975年（昭和50年）9月に設立。1987年（昭和62年）5月には物理学者・核化学者の高木仁三郎（東京大学・理学博士）が代表に就任した。1999年（平成11年）9月7日には東京都から特定非営利活動促進法（NPO法）に基づく特定非営利活動法人（NPO法人）として認証を受け、2010年（平成22年）5月には国税庁から認定特定非営利活動法人（認定NPO）として認証された。
反原発・脱原発の立場から原子力政策について調査・研究・批判的提言を続けており、原子力発電・石炭火力発電を「どちらもひどい環境破壊・健康破壊をもたらす」と批判している。公式Webサイトは、日本語のほか英語版が用意されている。
2020年（令和2年）現在、山口幸夫・西尾漠・伴英幸（元事務局長）の3人が共同で代表を務めている。1996年4月以降、活動成果を毎年『原子力市民年鑑』（1996年 - 1998年は『脱原発年鑑』）として公表している。
福島第一原子力発電所事故（2011年3月）をきっかけに、内外のメディアから「的確な分析により客観的な情報を発信し続けてきたシンクタンク」として注目された。海外のメディアから、分析や見解を求められることがあり、CNNでは、東電の隠蔽的体質を指摘する記事の中で「"Japan's largest anti-nuclear organization"：日本で最大の反核団体」と紹介している。また、イギリスのインディペンデント紙では、「"an independent watchdog"：独立系の監視団体」と紹介されている。また記事では、「長年にわたり、日本列島の海岸沿いに立地する原子力発電所の脆弱性を警告してきた」との原子力資料情報室の談話が掲載された。

## 地震による原子力災害への警鐘
設立者の高木は1995年、『日本物理学会誌』に『核施設と非常事態 ―地震対策の検証を中心に―』を寄稿し、地震・津波による「原子力災害」の発生を「想定」していた。この中で、浜岡原子力発電所・福島第一原子力発電所を含め、全国数か所の原発について指摘し、警鐘を鳴らしていた。
『核施設と非常事態 : 地震対策の検証を中心に』 「日本物理学会誌」 Vol.50 No.10, 1995